# Lu Bin (athlétisme)
Pour les articles homonymes, voir Lu Bin.
Lu Bin (en chinois 陆斌, né le 19 mai 1987 à Suzhou, Jiangsu) est un athlète chinois, spécialiste du sprint.
Il a participé aux Jeux olympiques à Pékin lors du relais 4 × 100 m, où malgré son 8e temps (sur 16 équipes), l'équipe chinoise, composée également de Hu Kai, de Zhang Peimeng et de Wen Yongyi est finalement disqualifiée.
Peu avant, le 26 juin 2008, la même équipe avait égalé en 38 s 81 le record de Chine du relais à Nakhon Ratchasima, (1re), (Zhang Peimeng, Hu Kai, Lu Bin, Wen Yongyi).
Son meilleur temps sur 100 m est de 10 s 25 (2009).
Il détient le record national du relais 4 × 100 m en 38 s 78, médaille d'or à Canton (Chine), le 26 novembre 2010 (Lu Bin, Liang Jiahong, Su Bingtian, Lao Yi).